# Ga Gimnyangjang
Ga Gimnyangjang (tiếng Hàn: 김량장역; Hanja: 金良場驛) là ga của Everline ở Gimnyangjang-dong, Cheoin-gu, Yongin-si, Hàn Quốc.

## Bố trí ga
| Đại học Myongji ↑    |
| \| N/B               |
| ↓ Chợ Yongin Jungang |

| Hướng Bắc | ●Tuyến EverLine | ← Hướng đi Giheung            |
| Hướng Nam | ●Tuyến EverLine | → Hướng đi Jeondae–Everland → |